# Евгений IV
Евгений IV (лат. Eugenius PP. IV, в миру — Габриэле Кондульмер, итал. Gabriele Condulmer; 1383[…], Венеция — 23 февраля 1447, Рим) — папа римский с 3 марта 1431 года по 23 февраля 1447 года.

## Биография
Габриэле Кондульмер родился в 1383 году в Венеции. Был племянником папы Григория XII, который отказался от тиары по требованию Констанцского собора.
В молодости вступил в отшельнический орден августинцев. По воле своего дяди в 1407 году стал епископом Сиены. В 1408 получил сан кардинала-священника с титулом церкви Сан-Клементе. Апостольский легат в Анконской марке с 3 января 1420 по 31 июля 1423. Апостольский легат в Болонье с 31 июля 1423 по 7 сентября 1424. Кардинал-священник с титулом церкви Санта-Мария-ин-Трастевере с 1426 по 3 марта 1431.

## Папство
Во время конклава (уже после избрания его папой, но до коронации) выборщики принудили его подписать обязательство, что он не будет самовольно назначать новых кардиналов и без согласия кардинальской коллегии не примет ни одного важного решения, касающегося церковных дел. Кардиналы также обеспечили за собой право контролировать финансы папства. Евгений был человеком сурового образа жизни и сторонником твёрдой руки. На следующий день после коронации он заявил, что не намерен придерживаться незаконно вытребованных у него условий. Затем он решительным образом приступил к ограничению кардинальских привилегий, особенно тех, что были предоставлены кардиналам его предшественником Мартином V. Это вызвало большое недовольство. Сторонники семьи Колонна спровоцировали в городе беспорядки, которые, однако, были быстро подавлены папой.

## Базельский собор

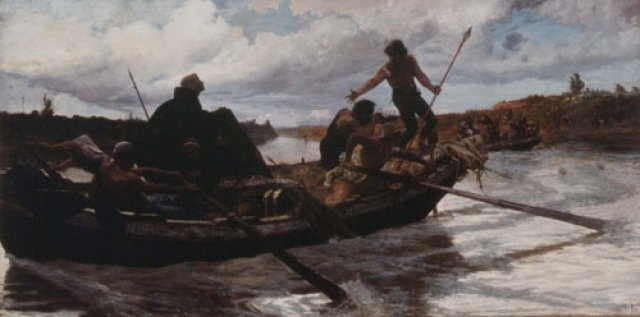
Евгений IV пересекает Тибр в ходе своего бегства из Рима

На собор, собравшийся в Базеле 23 июля 1431 года, папа послал своим легатом искусного дипломата кардинала Джулиано Чезарини. Вследствие ложной информации о слабой заинтересованности епископов в работе собора Евгений IV решил распустить его. В действительности же дело выглядело иначе, и многочисленно представленные в Базеле епископаты со всей Европы выразили протест против этого решения папы. После двухлетних переговоров Евгений признал наконец собор законным и позволил продолжить его заседания. Главной причиной податливости папы была трудная ситуация, в которой он оказался в связи со все более враждебным отношением к нему римского населения. 
4 июня 1434 года организованное семьёй Колонна восстание вынудило Евгения IV к побегу. В одеянии монаха папа бежал во Флоренцию, куда за ним последовала часть куриальных сановников. Под защитой Медичи, которые в это время держали в своих руках власть во Флоренции, Евгений продолжал править церковью. Пользуясь посредничеством епископа-кондотьера Вителлески, человека сомнительной репутации, папа предпринял акцию кровавого умиротворения Рима в октябре 1434 года. Одновременно Евгений вступил в тесный контакт с Сигизмундом Люксембургским, которого он ранее короновал императорской короной (в 1433 году). В апреле 1436 года Евгений перебрался в Болонью.
Пользуясь поддержкой императора, папа решил ограничить претензии соборных отцов, которые все более настойчиво проводили в жизнь принципы концилиаризма и пропагандировали тезис о верховенстве соборного епископата над папством. Не консультируясь с папой, соборные отцы дебатировали дело гуситов, церковную реформу, рассматривали проблему восстановления унии с православной церковью, а также требовали, чтобы часть папских доходов отдавалась в пользу собора. Под предлогом необходимости проведения непосредственных переговоров с представителями восточной церкви Евгений 30 декабря 1437 года распорядился перенести работу собора в Феррару, но большинство членов собора проигнорировали его требование и остались в Базеле, так что собор в Ферраре, перенесённый в 1439 году во Флоренцию, состоял из других членов.
Произошёл раскол. Часть участников Базельского собора воспротивилась папскому решению и даже потребовала, чтобы папа лично прибыл на собор и объяснил свою позицию. Когда прошёл назначенный срок, а папа не приехал, 300 участников собора (среди которых было лишь семь епископов) низложили Евгения и на его место избрали Амедея Савойского, который принял имя Феликс V. Однако подавляющее большинство епископов было против нового раскола. В Ферраре, а затем во Флоренции продолжались переговоры с восточной церковью. 6 июля 1439 года была провозглашена уния двух церквей: латинской и греческой. Было решено также организовать новый крестовый поход против турок.

## Внешняя политика Евгения IV
В самом начале своего папства наладил отношения Святого Престола с Великим княжеством Московским: первые письма к Московскому великому князю Василию II Тёмному были написаны в 1434 году.
Организованный кардиналом Чезарини крестовый поход на Варну, в котором главная роль выпала на долю короля Польши и Венгрии Владислава III, окончился поражением под Варной (1444). Прогерманская политика Евгения IV, в которой посредником был тогдашний императорский секретарь, поэт и дипломат Энеа Сильвио Пикколомини (позднее папа Пий II), ужесточила антипапскую позицию короля Франции.
В 1438 году Карл VII утвердил принятую французским духовенством «Прагматическую санкцию», которая провозгласила примат собора над папством и сформулировала основы так называемой свободы галликанской церкви. Этот акт был в течение последующих веков предметом острых споров между апостольской столицей и французским католицизмом.
В сентябре 1443 года Евгений вернулся в Рим. 

## Смерть и наследие
Понтификат Евгения был бурным и неоднозначным, якобы сам папа на смертном одре сожалел, что навсегда покинул свой монастырь. Тем не менее он внес большой вклад в церковное единство. Евгений IV был добропорядочным, но неопытным и нерешительным папой, обладал легко возбудимым темпераментом. Суровый в своей ненависти к ереси, он, тем не менее, проявил доброту к бедным. Он трудился, чтобы реформировать монашество, особенно францисканцев, и никогда не был уличен в кумовстве. Он также был ценителем искусства и покровителем образования, в 1431 году он реорганизовал университет в Риме. 
Хотя значительную часть своего понтификата Евгений провёл во Флоренции, он приложил большие старания, чтобы вернуть Риму былой блеск. Благодаря его усилиям в Вечный город приехало много выдающихся гуманистов, мыслителей, писателей, художников, скульпторов и музыкантов.
Евгений был похоронен в соборе святого Петра в склепе папы Евгения III. Позже его могила была перенесена в Сан-Сальваторе-ин-Лауро, приходской церкви на противоположном берегу реки Тибр.